# 澜沧江—湄公河合作
澜沧江—湄公河合作，简称澜湄合作，是由中国政府推动的区域合作机制，是中国总理李克强在2014年11月的第17次中国与东盟领导人会议上提出的重要倡议。成员包括澜沧江—湄公河流域的6个国家：中国、老挝、缅甸、泰国、柬埔寨和越南。首次领导人会议于2016年3月22日至23日在中国海南三亚举行，中国国务院总理李克强与其他成员国的领导人共同出席会议，并就该合作机制交换意见。第二次领导人会议于2018年1月10日在柬埔寨金边举行，李克强和柬埔寨首相洪森共同主持会议。老挝总理通伦、泰国总理巴育、越南总理阮春福和缅甸副总统吴敏瑞出席。第三次领导人会议原定于2020年初在老挝万象举行，因新冠疫情于2020年8月24日通过视频方式举行，李克强同澜湄合作共同主席国老挝总理通伦共同主持会议，柬埔寨首相洪森、缅甸总统温敏、泰国总理巴育、越南总理阮春福将出席。第四次领导人会议于2023年12月25日通过视频举行，李强和缅甸领导人敏昂莱共同主持会议。

## 資金
中方還將設立瀾湄合作專項基金，今後5年提供3億美元支援六國提出的中小型合作項目，落實聯合國2030年可持續發展議程所設定的各項目標，同時包含人民幣100億元優惠貸款和100億美元信貸額度，包括50億美元優惠出口買方信貸和50億美元產能合作與湄公河國家貿易和投資本幣結算，完善跨境人民幣清算安排。留學方面3年將提供1.8萬人年政府獎學金和5,000名到大陸培訓名額，並願探討在湄公河國家設立職業教育培訓中心。

## 特點
澜湄合作有較突出宗教特點。2018年起，納入「瀾滄江－湄公河跨境艾滋病聯防聯控項目」。